# 日本合眾國
《日本合眾國》（英語：United States of Japan），是美籍華裔科幻小說作家彼得·科萊亞斯在2016年所寫的架空歷史小說。故事背景大致沿用科幻大師菲利普·迪克的經典小說《高堡奇人》中的設定。
《日本合眾國》於2017年獲得日本星雲賞最佳海外長篇小説。

## 背景
1948年，軸心國在第二次世界大戰中獲勝，日本和德國瓜分了北美，北美西岸改稱大日本合眾國。四十年後，一款非法電子遊戲《美利堅合眾國》在北美大肆傳播。《美利堅合眾國》要求玩家想像如果當年盟軍戰勝，世界會變成什麽樣。主角審查官石村和特别高等警察月野受命徹查“喬治·華盛頓黨”與《美利堅合眾國》的關聯。隨著調查的深入，真相逐漸浮出水面……
小說中融入了大量現代日本文化的元素，包括今天的人們所熟悉的網遊和《機動戰士GUNDAM》等。

## 續集
2018年，《日本合眾國》的第二部《機甲武士帝國》在日本率先出版。